# Skit św. Mikołaja w Błażenyku
Skit św. Mikołaja – nieistniejący prawosławny skit we wsi Błażenyk (obwód wołyński, rejon turzyski).
Okres powstania skitu w Błażenyku nie jest jednoznacznie ustalony, za najbardziej prawdopodobną datę uznaje się początek XI stulecia. Wiadomo, iż pierwsi mnisi-anachoreci zamieszkali w pustelniach w lasach otaczających wieś. Z czasem zorganizowali się oni w skit, żyjąc samotnie w pustelniach i spotykając się jedynie na nabożeństwach. Zakonnicy najprawdopodobniej dotarli do wsi z monasteru w Zimnem, oddalonego o 20 km. Swoje pustelnie urządzili w pobliżu koryta rzeki Turii, by móc przemieszczać się drogą wodną i nie tracić tym samym kontaktu z mnichami macierzystej wspólnoty.
Ze względu na niewielką liczbę źródeł wygląd skitu w Błażenyku można określić jedynie częściowo. Najprawdopodobniej mnisi zamieszkiwali w pieczarach, podobnie jak w innych powstałych na Rusi Kijowskiej monasterach; z powodu braku naturalnych pieczar w okolicach Błażenyka musiały być to pomieszczenia w skale wykute przez samych pustelników. Jedynym obiektem położonym w całości na powierzchni ziemi była drewniana cerkiew św. Mikołaja, w której odbywały się nabożeństwa dla członków wspólnoty.
Około połowy XIII w. wspólnota monastyczna w Błażenyku, podobnie jak wiele innych monasterów staroruskich, zmieniła swoją regułę na cenobityczną. Zakonnicy zaczęli również w większym stopniu angażować się w życie społeczne, spotykając się z mieszkańcami pobliskich wsi i udzielając im nauk duchowych. Klasztor istniał jeszcze w XVI w.
Moment, w którym monaster przestał funkcjonować, jest nieustalony. Jedyną pamiątką po nim była uznawana za cudotwórczą ikona św. Mikołaja, jaka do II wojny światowej znajdowała się w miejscowej cerkwi parafialnej pod tym samym wezwaniem. W II połowie XX wieku na miejscu klasztoru wzniesiony został pamiątkowy krzyż.